# Guerreras Volleyball Club 2018
Questa voce raccoglie le informazioni riguardanti il Guerreras Volleyball Club nella stagione 2018.

## Stagione
Il Guerreras Volleyball Club debutta in Liga de Voleibol Superior, partecipando alla prima edizione del torneo e classificandosi al terzo posto, eliminato dal Cristo Rey durante le semifinali dei play-off scudetto.

## Organigramma societario
Area direttiva
- Presidente: Rafael Cordero
- Direttore generale: Jacinto Campechano
- Direttore delle operazioni: Dante Mañón

Area tecnica
- Allenatore: Alexandre Ceccato
- Assistente allenatore: Loren Rodríguez

## Rosa
| N° | Nome                  | Ruolo | Data di nascita   | Nazionalità sportiva |
| -- | --------------------- | ----- | ----------------- | -------------------- |
| 1  | Ailyn Liberato        | S     | 5 aprile 2005     | Rep. Dominicana      |
| 2  | Erika González        | P     | 19 settembre 2002 | Rep. Dominicana      |
| 4  | Dahiana Burgos        | S     | 7 aprile 1985     | Rep. Dominicana      |
| 5  | Laura Paniagua        | L     | 14 aprile 2003    | Rep. Dominicana      |
| 6  | Jarolin de los Santos | C     | 6 settembre 2002  | Rep. Dominicana      |
| 7  | Niverka Marte         | P     | 19 ottobre 1990   | Rep. Dominicana      |
| 9  | Angélica Hinojosa     | C     | 10 gennaio 1997   | Rep. Dominicana      |
| 10 | Larysmer Martínez     | L     | 18 ottobre 1996   | Rep. Dominicana      |
| 11 | Jeoselyna Rodríguez   | O     | 9 dicembre 1991   | Rep. Dominicana      |
| 12 | Joeliza Fis           | P     | 1º febbraio 2003  | Rep. Dominicana      |
| 13 | Erasma Moreno         | S     | 25 novembre 1991  | Rep. Dominicana      |
| 14 | Lisette Jiménez       | P     | 20 dicembre 2002  | Rep. Dominicana      |
| 18 | Sarah Ángel           | S     | 11 dicembre 2002  | Rep. Dominicana      |
| 19 | Ana Binet             | S     | 9 febbraio 1992   | Rep. Dominicana      |
| 20 | Yanelis Cabada        | O     | 20 febbraio 2003  | Rep. Dominicana      |
| 21 | Jineiry Martínez      | C     | 3 dicembre 1997   | Rep. Dominicana      |

## Mercato
| Acquisti | Acquisti              | Acquisti          | Acquisti   |
| R.       | Nome                  | da                | Modalità   |
| -------- | --------------------- | ----------------- | ---------- |
| S        | Ailyn Liberato        | Club Calero       | definitivo |
| P        | Erika González        | ?                 | definitivo |
| S        | Dahiana Burgos        | -                 | definitivo |
| L        | Laura Paniagua        | ?                 | definitivo |
| C        | Jarolin de los Santos | ?                 | definitivo |
| P        | Niverka Marte         | Deportivo Géminis | definitivo |
| C        | Angélica Hinojosa     | ?                 | definitivo |
| L        | Larysmer Martínez     | ?                 | definitivo |
| O        | Jeoselyna Rodríguez   | -                 | definitivo |
| P        | Joeliza Fis           | ?                 | definitivo |
| S        | Erasma Moreno         | ?                 | definitivo |
| P        | Lisette Jiménez       | ?                 | definitivo |
| S        | Sarah Ángel           | ?                 | definitivo |
| S        | Ana Binet             | ?                 | definitivo |
| O        | Yanelis Cabada        | ?                 | definitivo |
| C        | Jineiry Martínez      | -                 | definitivo |

| Cessioni | Cessioni | Cessioni | Cessioni |
| R. | Nome     | a        | Modalità |
| --- | -------- | -------- | -------- |
| Non sono avvenuti movimenti di mercato in uscita perché la società è stata fondata pochi mesi prima dell'inizio della stagione |          |          |          |

## Statistiche

### Statistiche di squadra
| Competizione | Punti | In casa | In casa | In casa | In trasferta | In trasferta | In trasferta | Totale | Totale | Totale |
| Competizione | Punti | G       | V       | P       | G            | V            | P            | G      | V      | P      |
| ------------ | ----- | ------- | ------- | ------- | ------------ | ------------ | ------------ | ------ | ------ | ------ |
| LVS          | 14    | 0       | 0       | 0       | 0            | 0            | 0            | 12     | 3      | 9      |
| Totale       | -     | 0       | 0       | 0       | 0            | 0            | 0            | 12     | 3      | 9      |

G = partite giocate; V = partite vinte; P = partite perse